# Бертольд V Церинген
Бертольд V (нем. Berthold V. von Zähringen, auch Berchthold V.), известный также как Бертольд Богатый (ок. 1160 — 18 февраля 1218, Фрайбург) — герцог Церингенский с 1186 года, сын герцога Бертольда IV и Клеменции Намюрской. Последний герцог фон Церинген. Основатель города Берн.

## Биография
Наследовал своему отцу в 1186 году, причем владения Церингенов были разделены между Бертольдом и его дядей Адальбертом, герцогом Текским. В начале своего правления Бертольд V одержал победу в непростой борьбе за власть с бургундской знатью, навел порядок в районе Фирвальдштетского озера (будущей колыбели Швейцарии) и озера Тунерзе, расширив территорию Туна и основав в 1191 году город Берн, ставший центром его владений.
После смерти германского императора Генриха VI ряд имперских князей предложил Бертольду V стать преемником Генриха. Сначала Бертольд согласился, но вскоре обнаружил, что большинство германской знати склоняется на сторону кандидата Гогенштауфенов Филиппа Швабского, младшего сына Фридриха Барбароссы и брата покойного императора. В этих условиях Бертольд V стал на сторону Филиппа и взамен получил ряд территорий на юге Германии (Ортенау, Брейсгау, Брайзах и аббатство Всех Святых) и севере современной Швейцарии (Шаффхаузен). Кроме того Филипп Швабский заплатил Бертольду V 3000 серебряных марок за отказ от претензий на германскую корону.

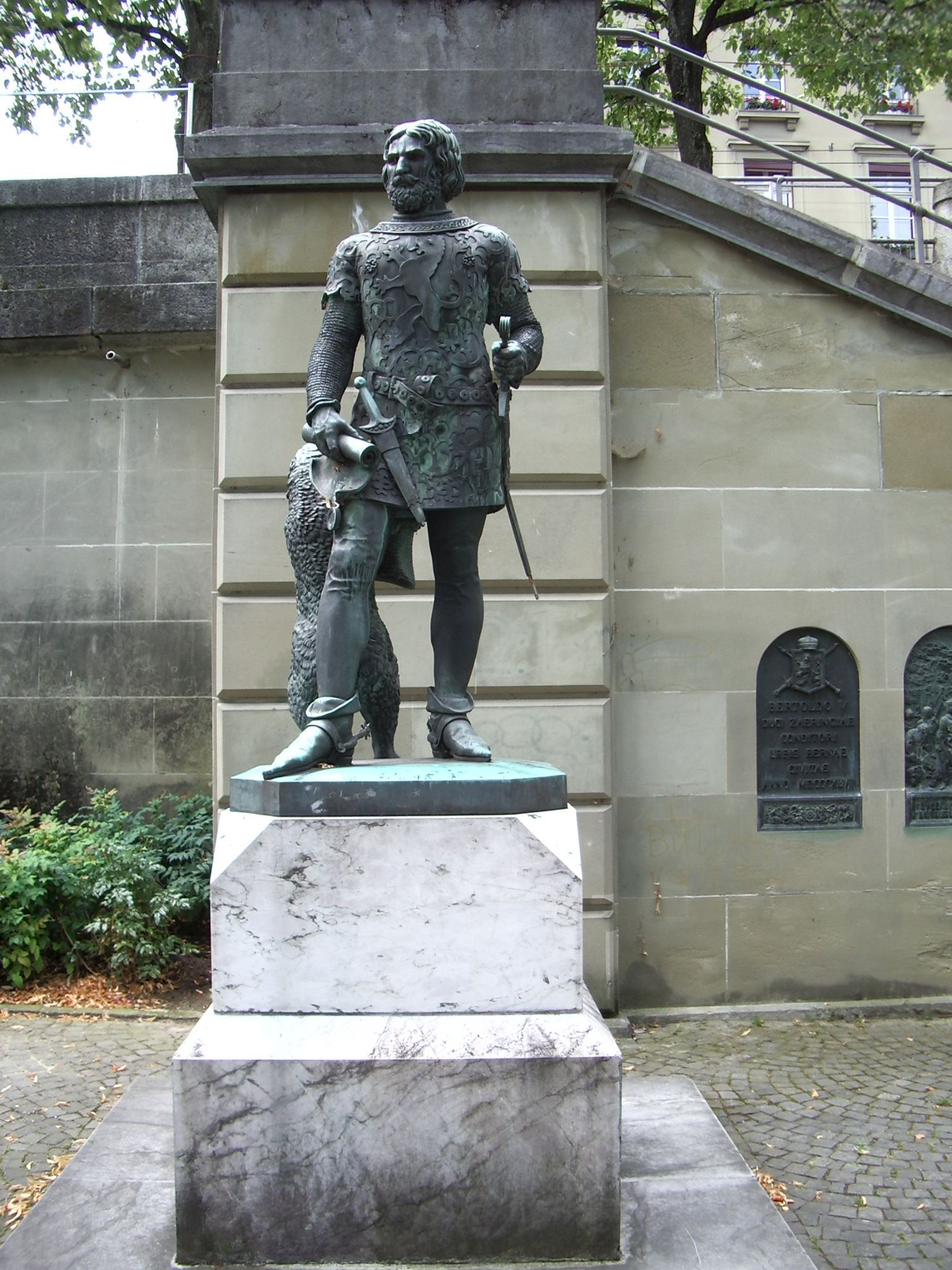
Бернский фонтан Церингенов со статуей Бертольда V

В 1200 году Бертольд V начал перестройку знаменитого фрайбургского собора, основанного его дедом Конрадом, чтобы создать родовую усыпальницу Церингенов.
В 1211 году Бертольд V вступил в конфликт с Томмазо I Савойским, пытаясь захватить территорию Вале, однако его войска потерпели поражение в сражении при Ульрихине, которое положило конец экспансии Бертольда V на юг.
В 1218 году Бертольд V Богатый умер, не оставив потомства. С его смертью линия герцогов Церингенских пресеклась. Бургундские имперские лены перешли к императору (при этом Цюрих и Берн стали свободными имперскими городами), а владения в Брейсгау, Швабии, Шварцвальде и Швейцарии — по женской линии к графам Урах (граф Эгон IV фон Урах был женат на сестре Бертольда V Агнессе) и Кибург (граф Ульрих III фон Кибург был женат на другой сестре Бертольда Анне).